# Joey Styles
Joseph Carmine Bonsignore, meglio conosciuto come Joey Styles (New York, 14 giugno 1971), è un dirigente e commentatore sportivo statunitense di origini italiane, noto per i suoi trascorsi nella Extreme Championship Wrestling e nella World Wrestling Entertainment.

## Carriera

### North American Wrestling Alliance (1990–1992)
Joey Styles iniziò la sua carriera come commentatore di wrestling nella North American Wrestling Alliance di Tony Demura. Si divise il compito con il commentatore Craig DeGeorge o si univa insieme a DeGeorge per commentare insieme diversi show. Styles fu ospite anche di un segmento chiamato "NAWA Superstar Stats", dove si sarebbe parlato di vari wrestler e dei loro riconoscimenti. La NAWA andava in onda su SportsChannel America per un breve periodo.

### Extreme Championship Wrestling (1993–2001)
Fu la voce della Extreme Championship Wrestling dalla sua nascita nel 1993 fino alla chiusura per bancarotta nel 2001. Debuttò allo show Super Summer Sizzler Spectacular a Filadelfia, in Pennsylvania, il 19 giugno 1993. È stato il presentatore unico di ECW: Hardcore TV e passò la prima parte della sua carriera come unica voce della compagnia. In grado di ricoprire efficientemente entrambi i ruoli del commento del wrestling, è ricordato per aver portato tutto il suo bagaglio di conoscenza di questa disciplina e il suo amore per essa, uniti ad una buona dose di ironia, alla sua opera di commentatore. Al pay-per-view Barely Legal divenne il finora unico commentatore che abbia mai commentato da solo un evento in pay-per-view di wrestling professionistico, mentre successivamente fu affiancato tanto negli show in chiaro quanto in pay-per-view.

### Major League Wrestling (2002–2004)
Dopo un breve periodo di riposo, Joey Styles tornò a lavorare come commentatore di wrestling nella Major League Wrestling di Court Bauer, dal quale era stato preso in considerazione per questo ruolo sin dal lancio della compagnia nel 2002. Chiamato inizialmente a commentare gli show MLW solo per quanto riguarda il circuito home video, successivamente tornò alle sue radici di commentatore unico dei live show; molti sono i match che si ricordano in questo frangente, tra cui un Barbed Wire match tra Terry Funk e Steve Corino.

### World Wrestling Entertainment (2005–2015)

#### Commentatore diRaw(2005–2006)
Venne messo contratto dalla World Wrestling Entertainment in occasione di One Night Stand, show di tributo alla ECW. In questa occasione viene affiancato al commento da Mick Foley, anch'esso in passato membro della compagnia di Paul Heyman.
Firmò un contratto quinquennale con la federazione di Vince McMahon per essere la voce di Raw e debutta il 1º novembre 2005 a Taboo Tuesday, affiancato da Jonathan Coachman e Jerry Lawler. Nella puntata di Raw del 1º maggio 2006, si rese protagonista di un worked shoot nel quale attaccò il mondo dello sport entertainment, che considerò offensivo nei confronti degli stessi wrestler (e non delle superstar, come gli è stato imposto di dire), e lo stesso McMahon; subito dopo l'attacco, Styles abbandonò la federazione. In realtà, Styles si comportò in questo modo poiché Jim Ross, storica voce della WWE, sarebbe tornato di lì a breve al suo posto.

#### Commentatore dellaECW(2006–2008)
Il 13 giugno 2006, insieme a Tazz, Joey Styles tornò al commento del neonato roster ECW, ma due anni dopo lasciò il posto a Mike Adamle, in quanto chiamato a ricoprire un ruolo dirigenziale con riferimento al sito web ufficiale della federazione.

#### Piattaforma digitale (2008–2015)
Come vicepresidente del contenuto media digitale della WWE, ha lavorato sulla scrittura e pubblicazione degli articoli sul sito della federazione e sulla app della WWE. Dal settembre al dicembre 2008 condusse lo show Oh My God! Moment of the Week e l'8 dicembre 2008, assieme ad Alicia Fox, presentò lo Slammy Award della categoria "OMG Moment of the Year", riproponendo la sua storica catchphrase: «Oh My God!».
Nel 2010 il suo contratto si concluse, ma rimase in WWE come impiegato non sotto contratto, continuando a presentare lo show History of ECW sul canale a pagamento Classics on Demand fino al gennaio 2014, quando la programmazione è stata interrotta a causa del lancio del WWE Network. Styles ha terminato la sua collaborazione con la WWE nel corso del 2015.

## Titoli e riconoscimenti
- Wrestling Observer Newsletter
  - Best Television Announcer (1994, 1995, 1996)